# Исповеди тьмы (фильм)
И́споведи тьмы (англ. Confessions of darkness) — это российский фильм в жанре драма, фэнтези, снятый Владимиром Бородкиным. Премьера состоялась 30 апреля 2024 года, в сети появился 16 мая 2024.

## Сюжет
В начале фильма шестнадцатилетняя девочка Скарлетт идёт по рельсам и проводит внутренний монолог.
Предыстория рассказывает о том, как в прошлом, главарь клана чёрных магов разлучает Нейта, отца Скарлетт, с его беременной женой Ханной. Год спустя Нейт получает дочь с запиской. В день семилетия Скарлетт, Нейт погибает в пожаре. Это событие становится по-настоящему трагичным для юной Скарлетт, вследствие чего Ванессе приходится найти дочери психолога. Однако Скарлетт и Ванесса встречаются вовсе не с психологом как незнакомой им женщиной, а родной матерью Скарлетт. Но никто так и не понял кто к ним приходил, а скрытность Ханны не случайна: за ней следят. Ханна делает важное дело — она передаёт Скарлетт кулон который защитит девочку от клана черных магов.
	Последующие события фильма описывают Скарлетт Уинтерс как девочку подростка с множеством проблем. Мы видим как в школе ученики донимают Скарлетт, и то, как ее обособляют учителя. Ванесса и её падчерица переезжают в городок Вилфорд, где Скарлетт начинает обучение в новой школе. Главарь клана черных магов, он же Оливер Джексон, который является директором школы, интересуется "странной" девочкой. В городской библиотеке Скарлетт обнаруживает  книгу с замком. Смотрительница библиотеки, Белла, не смогла дать информацию о книге. Осматриваясь, Скарлетт замечает загадочную фигуру, резко скрывшуюся за стеллажами. Позже, девочка узнаёт удивительные факты о Вилфорде: "загадочные исчезновения людей... громадные костры на холмах города... подозрительные убийства... чёрные обряды", а также и то, что "среди местного населения ходят слухи что в мирном городке осели чёрные ведьмы и колдуны проводящие обряды". Дома Скарлетт начинает изучать таинственную книгу с замком, а позже обсуждает это явление с новой подругой, Айви. Та говорит, что возможно у них в руках книга Теней предназначенная для ведьм. Айви и Скарлетт, проводя ночь, попытались использовать заклинание на приворот из книги Теней, но ничего не случилось, как им показалось на первый взгляд. На следующий день, по дороге домой, происходит стычка между Скарлетт и тремя девочками. В результате эмоционального взрыва, Скарлетт непреднамеренно использовала черную магию, убив двух девочек. Скарлетт испугалась и рассказала Ванессе. Спустя некоторое количество времени Скарлетт увлеклась черной магией, открыв для себя магические способности. Попытавшись поделиться своими открытиями с Айви, подруга истерически отреагировала и сообщила о прекращении дружбы. Причиной тому послужило не столько откровение Скарлетт о книге, сколько её дружба с Сэмом ("самый красивый парень в школе" по словам Айви). Обряд который проводили девочки ночью сработал в сторону Скарлетт, а не наоборот. После этого Скарлетт начинает принимать жизнь такой какая она есть, её слова: "Ну здравствуй, жестокий мир!". Отношения главной героини и Сэма Брауна (её возлюбленного) развиваются, они заинтересованы друг другом.  
	Вскоре, Скарлетт и её родная мать, Ханна, встречаются. В разговоре, Скарлетт узнаёт о своём предназначении быть Верховной ведьмой, а также множестве других интересных фактов. Затем, узнав о смерти Ванессы и её причине, Скарлетт решает бороться с Оливером (главарём клана чёрных магов). Союзники Скарлетт — Ханна, Артур и Белла. Затем, Скарлетт решает отомстить своим недругам, постоянно её донимавших, используя особое заклинание из книги Теней — Мелодия смерти, автор которой неизвестен (Melody of Death, unknown author). По случайности убив Сэма, Скарлетт в эмоциях выбегает из зала филармонии, а после идёт по по рельсам и проводит внутренний монолог. 

## В ролях

### Главные герои
Татьяна Письменная — Скарлетт Уинтерс
Владимир Бородкин — Нейт Уинтерс
Виктор Минеев — Артур
Любовь Максимова — Мисс Глэдис / Ханна Уинтерс
Дарья Сизых — Ванесса Уинтерс
Петр Иванов — Оливер Джексон

### Герои второго плана
Евгения Яковенко — Белла
Серафима Гавшева — Скарлетт Уинтерс (маленькая)
Игорь Наумкин — Сэм Браун
Елизавета Двухбратова — Мисс Клоуз
Полина Балахнина — Айви
Мария Бондаренко — Учитель математики
Елизавета Гриценко — Девушка №1
Марина Чеботарева  — Девушка №2
София Скицунова — Девушка №3

### В эпизодах
Мария Левонян — Девушка №4
Алина Ломова — Девушка №5
София Насекина — Девушка №6
Алена Рывакович — Девушка №7

## Производство
В конце апреля 2021 года начались первые этапы разработки, была создана тема и некоторые персонажи. 4 месяца прописывался литературный сценарий. В начале сентября 2021 к проекту присоединяется Виктор Минеев (режиссёр Театра Малых Форм (ТМФ) ДК им. Чкалова г. Белая Калитва, а также поэт и прозаик). 26 сентября 2021 утверждён стартовый литературный сценарий и  начиная с 28 сентября по 14 октября 2021 года Владимиром Бородкиным (режиссёр, актёр) пишется сценарий с репликами. 16 апреля 2022 начинается подготовка в некоторых областях фильма, набирается коллектив, в сюжет и сценарий вносятся мелкие поправки. В начале февраля 2023 года присоединяется Петр Иванов (актёр) на должность ассистент режиссёра по актёрам и съёмочной группе, а в начале марта Мария Павленко (сценарист, актриса, режиссёр) была приглашена в качестве сценариста, но свои работы Мария не отправила. 9 марта 2023 к проекту присоединяется Любовь Максимова (актриса). В конце апреля сценарий фильма уже был прописан. 12 мая 2023 Татьяна Письменная переписывает сценарий. 13 мая 2023 сценарий утвердили, прошла первая репетиция где Татьяна Письменная получила роль Скарлетт Уинтерс. В тот же день были утверждены роли: Нейт Уинтерс, Ханна Уинтерс, Скарлетт Уинтерс в детстве, Сэм Браун, и Учитель математики. По мере съёмок создавались раскадровка и режиссёрский сценарий. Монтаж фильма начался в начале сентября 2023.

### Кастинг и пробы
Кастинг стартовал в начале февраля 2023 года. Происходил по фото или видеовизитке и только после этого приглашали на прослушивание/пробы. Первые пробы прошли 18 марта 2023, вторые 8 апреля 2023. В мае состоялось утверждение на роли, а также начались первые репетиции.

### Съёмки
Пробные съёмки (была необходимость в проверке оборудования и других деталей производства) начались 1 июня 2023 и закончились 4 июня 2023 года. На съемки было выделено 84 летних дня. За это время были сняты все ключевые сцены. 5 июня 2023 стартовали официальные съёмки которые закончились 2 декабря 2023.

## Саундтрек
В фильме использованы следующие музыкальные произведения:
Группа "Перемотка" — "Пора домой" (Кавер-версия)
Земфира — "ЛКСС"
Йожик — "Все проиграли"
Даниэль Спалениак — "Пылающее море (Burning Sea)"
Филипп Гласс — "Тема Хелен (Helen's Theme)" (Кавер-версия)
Музыка имеет открытую лицензию, либо подходит под рамки добросовестного использования.